# هیوسانگ جی‌تی۱۲۵
هیوسانگ جی‌تی۱۲۵ (به انگلیسی: Hyosung GT125) یک موتور سیکلت چهارزمانه کره‌ای با یک انجین دوسیلندر ۱۲۴ سی‌سی محصول کشور کره جنوبی از کمپانی موتور سازی هیوسانگ است.
این یک موتورسیکلت ورزشی قانونی برای یادگیری کامل است. رقیب اصلی آن یاماها YZF R125 است. دارای یک انجین ۲ سیلندر وی دوقلوی و دارای کاربراتور دوگانه است.
با این حال، وزن سنگین آن ۱۸۰ کیلوگرم (۳۹۷ پوند) در هنگام بارگیری با سوخت، و خشک، ۱۶۷ کیلوگرم (۳۶۸ پوند) است. این به دلیل اشتراک فریم مشابه با جی‌تی۲۵۰ است. 